# Claude-Louis de Saint-Germain
|  | Ikke at forveksle med eventyreren og alkymisten Greven af Saint-Germain (død 1784) |
Claude-Louis, comte de Saint-Germain (15. april 1707 – 15. januar 1778), var en fransk greve og officer. I 1762 blev han hidkaldt til Danmark for at reorganisere hæren og blev udnævnt til dansk generalfeltmarskal.

## Uddannelse og militær karriere i Østrig, Tyskland og Frankrig
Saint-Germain fødtes på Vertamboz, en gård i Franche-Comté. Hans fader, der tilhørte en gammel, men fattig adelsslægt, var officer i provinsens milits. Den unge Saint-Germain blev opdraget hos jesuiterne og trådte 1726 som løjtnant ind i faderens bataillon; men da han ikke havde udsigt til nogensinde at kunne købe et kompagni, gik han 1729 i kurpfalzisk tjeneste. Ved Eugen af Savoyens protektion fik han 3 år senere ansættelse i den østrigske hær og avancerede under tyrkekrigen til major; men da Østrig 1741 kom i krig med hans fædreland, tog han sin afsked, trådte som oberst ind i Karl af Bayerns hær og blev, da kurfyrsten 1742 blev kejser, udnævnt til feltmarskalløjtnant. Hans nye krigsherre døde imidlertid allerede 1745, og Saint-Germain tænkte nu alvorlig på at tage tjeneste hos Frederik 2. af Preussen, hvem han beundrede; han opgav dog denne plan, vendte tilbage til Frankrig og tog til takke med en ansættelse som marechal de camp (generalmajor).
Han deltog med berømmelse i marechallen af Sachsens 3 hæderfulde flanderske felttog, blev generalløjtnant og fik efter fredsslutningen høje kommandoposter i grænseprovinserne. I Syvårskrigen udmærkede han sig ved flere lejligheder. Han dækkede retræten efter nederlaget ved Rossbach (1757), kæmpede glimrende ved Krefeld (1758) og bidrog væsentlig til sejren ved Korbach (1760); men få dage efter slaget nedlagde han sin kommando på grund af uoverensstemmelse med overgeneralen, hertugen af Broglie. Han forlod hæren og tog ophold i Holland.

## Karakteristik og evner
Kun få af Frankrigs dalevende generaler kunne måle sig med Saint-Germain i krigserfaring, militære anlæg og videnskabelig uddannelse. Han havde deltaget i henved 50 træfninger og slag og havde levet mere under telt end under tag. Hans ydre var ikke meget martialsk, og han "red som en Landsbydegn"; men han var en fortrinlig fører, rolig under de mest kritiske forhold og dog ildfuld nok til at rive soldaterne med sig i det afgørende øjeblik. Han var ikke blot feltsoldat; han havde mange andre interesser; han kendte oldtidsforfatterne, studerede matematik, historie, filosofi og politik, behandlede sit modersmål, men også kun dette, med stor færdighed og forstod at give sin tanke et klart og koncist udtryk. Hærvæsenet var dog Saint-Germains hovedinteresse; han havde et åbent øje for den franske hærs mangler og indsendte 1758 til krigsministeriet et reformprojekt, der i hovedtrækkene ligner de hærplaner, han senere søgte at føre ud i livet, da han selv kom til magten. I den franske hær nød Saint-Germain stor anseelse, og hans tilbagetræden vakte megen beklagelse, kun ikke blandt magthaverne, af hvem han havde gjort sig ilde lidt ved sit selvbevidste væsen, sin skarpe tunge og sin skånselsløse kritik.

## Danske forbindelser og ansættelse
Også til Danmark var Saint-Germains ry nået; en mængde danske officerer som Peter Elias von Gähler, Herman Valdemar Schmettau, Frederik Numsen og Christian Lohenskiold havde tjent sammen med eller under ham, og i Syvårskrigen havde han endog en tid haft en dansk adjudant, Christian Carl Pflueg. Han havde tilmed familieforbindelser her i landet. Hans hustru, Armgard Margrethe født von der Osten (født 19. december 1707), hvem han ægtede 1. oktober 1736, var nemlig datter af en dansk adelsdame, Anna Dorothea født Gjedde, i hendes ægteskab med kurpfalzisk gehejmeråd Christian Georg von der Osten, der længe havde tjent i den danske hær, og søster til hofmesterinde hos Prinsesse Charlotte Amalie, Anna Susanne von der Osten. Allerede 1750 havde J.H.E. Bernstorff, da forhandlingerne med marechal Woldemar Løvendal glippede, forgæves henvendt sig til Saint-Germain; 9 år senere havde denne af egen drift tilbudt den danske konge sin tjeneste, men man fandt dengang hans fordringer for høje. Nu derimod, da han efter at være udtrådt af den franske hær stod uden virksomhed, var han lettere at komme til rette med, og i januar 1761 modtog han tilbuddet om ansættelse som dansk generalfeltmarskal med 14000 rigsdaler årlig gage. Den franske regering vægrede sig i nogen tid ved at give den bortrømte general afsked; men Frederik 5. skrev egenhændig til Ludvig 15, og denne føjede beredvillig den danske konge.
5. juni 1761 kom Saint-Germain til København, modtog sin udnævnelse med aldersorden fra 1. december 1760 og rejste straks efter til Holsten for at studere forholdene ved den hær, der i henved 3 år havde stået ved monarkiets sydgrænse, og for at gøre sig nøjere bekendt med det terræn, hvori man kunne komme til at kæmpe. I begyndelsen af 1762 vendte han tilbage til hovedstaden for at forhandle med regeringen om krigsforberedelserne; alt tydede på et snarligt brud med Rusland. Midt i marts fik Saint-Germain kommandoen over hæren i Hertugdømmerne og begav sig straks til sin post.
Saint-Germain forlangte bestemt, at krigen skulle føres offensivt; man måtte ikke vente på russerne ved grænsen. Flåden skulle direkte angribe Ruslands kyster og ødelægge dets marine; Hæren skulle gå ind i Mecklenburg og sætte sig fast i et terræn, hvor fjenden ikke kunde udnytte sin overlegenhed. Skønt armeen havde været samlet i Hertugdømmerne siden 1758, var den ikke krigsberedt; den var ikke sammenarbejdet og manglede alle feltinstitutioner. Saint-Germain fik lov til at arbejde uforstyrret i 4 måneder, og det lykkedes ham at nå et forholdsvis godt resultat.

## Krigen med Rusland
Tropperne blev lagte i lejre langs sydøstgrænsen, hvor der blev ekserceret og manøvreret med energi. Han organiserede en stab, navnlig bestående af officerer, der havde tjent sammen med ham i Frankrig; han oprettede lette tropper, forstærkede feltartilleriet, anlagde depoter og indrettede forplejnings-, sundheds- og trænvæsen. Da Rusland i begyndelsen af juli brød freden, var Saint-Germain så nogenlunde færdig, og i dagene mellem 9. og 12. juli marcherede han i spidsen for 27000 mand ind i Mecklenburg, som han i forvejen omhyggelig havde rekognosceret. Man tog stilling syd for Wismar og gjorde alt rede til at give russerne en varm modtagelse. Allerede havde fortropperne fået føling med hinanden, da Saint-Germain 23. juli til sin forbavselse erfarede, at fjenden trak sig tilbage. Peter 3. var styrtet 8. juli; krigen var endt, førend den var begyndt. Saint-Germain blev stående i Mecklenburg til langt ind i august og gik så til Holsten, hvorfra han i december begav sig til København. Hæren blev først i det følgende forår sat på fredsfod.

## Tanker over hærens organisation
Da Saint-Germain kom til Danmark, var han en anerkendt og prøvet hærfører, hvorimod han var ganske uforsøgt som hærorganisator; og dog blev det i denne egenskab, at han kom til at erhverve sig et navn i den danske hærs historie. Uagtet det ikke var kommet til slag, havde felttoget i Mecklenburg vist, at den danske hær var mangelfuldt indøvet, organiseret og kommanderet; dens mangler og fejl lå klart for alle. Fra de forskelligste sider blev der til regeringen indsendt forslag til armeens omordning, og kongen pålagde Saint-Germain at udtale sig om nogle af disse projekter og selv stille forslag. De betænkninger, som han i februar 1763 indsendte til kongen, indeholder mange sunde tanker, der ville bevare deres gyldighed, så længe der overhovedet eksisterer armeer: Hærens styrke må stå i forhold til statens finansielle evne; en lille, velordnet og vel forplejet hær er mere værd end en stor, der er løst sammensat og slet underholdt. Et godt officerskorps er den vigtigste betingelse for at have en god armé; man må ikke have for mange generaler, og forfremmelse til højere stillinger må kun ske efter dygtighed. Underofficerskorpset er "Maskinens Drivfjeder"; det må lønnes anstændig og udelukkende bestå af indfødte. Landet forsvares bedst af dets egne børn; i alle tilfælde må et stort antal af soldaterne være nationalt, og disse må øves ordentlig. Der må skaffes folkene ordentlige kvarterer og god sygepleje; der må strengt våges over, at de får, hvad de skulle have; forsømmelser og misbrug fra chefernes side straffes med afskedigelse. Soldaten skal være "Kongens Mand", ikke chefens, regimenter og kompagnier må ikke være entrepriser, ikke gøres til genstand for køb og salg; men officererne må ved rigelige lønninger holdes skadesløse for de uvisse indtægter. Fodfolket er det vigtigste våben; en hær på 24000 mand bør tælle 20000 infanterister, 4000 ryttere og dragoner med 30 lette og 40 sværere kanoner. Artilleriet bør samles i et korps under en fælles ledelse, ligeså ingeniørerne; der bør oprettes lette tropper og sørges for træn- og hospitalsvæsen. Saint-Germain var også, så vidt vides, den første, der havde øje for, at den administrative inddeling bør falde sammen med den taktiske. Alt dette forekommer nu at være selvfølgeligt, næsten trivielt; dengang var det nyt, ja paradoksalt.

## Reformerne begynder
Kongen fandt behag i Saint-Germains udtalelser og hædrede ham i marts 1763 med det blå bånd, men der hengik over et halvt år, inden han lod ham begynde på at føre sine ideer ud i livet. Dette skete først, efter at hærens centralstyrelse ved en kongelig forordning af 28. oktober 1763 var bleven totalt omdannet. Krigskancelliet og Generalkommissariatet blev ophævede og erstattede af et "Generalkrigsdirektorium". Dette fik 4 departementer, der hver havde sin del af administrationen at varetage, og hvis chefer dannede et Kollegium med Saint-Germain i spidsen som præsident. I Norge blev der 1764 oprettet et særligt krigsdirektorium under Woldemar Hermann von Schmettau.
Saint-Germain skred straks til udførelsen af sine reformer. Han indførte et normalbudget og satte hærens regnskabsvæsen på en bedre fod. De 3 garderkorpser blev indskrænkede til en lille kombineret livvagt. De nationale regimenter blev opløste og mandskabet stukket ind i de hvervede afdelinger, der fremtidig skulle have en kerne af udskrevne soldater. Et artillerikorps og et Ingeniørkorps afløste de 3 artillerier og de 3 fortifikationsetater. Af fæstningerne blev de, der ikke havde virkelig betydning for kongedømmets forsvar, nedlagte. En mængde overflødige officerer blev afskediget eller sat på ventepenge. Tilgangen til officerskorpset og avancementsforholdene blev regulerede; der blev udfærdiget konduitelister og givet bestemmelser, som indskrænkede køb og salg af officersposter. Pensions- og enkeforsørgelsesvæsenet ordnedes. Rekrutteringen af det hvervede mandskab gik fra kompagnierne over til en generalhvervingskommission; de nationale soldater kom til at ligge noget længere til tjeneste. Mandskabets vilkår blev forbedrede; der blev taget fat på opførelsen af kaserner; et plejehjem for udslidte soldater, for enker og børn afløste den Carl Christian Pfluegs "verfluchte Ladegaard"; hvert regiment fik sin invalidekasse, og der blev ydet statsbidrag til soldaterbørns underhold, ganske vist under den forudsætning, at de senere trådte ind i hæren. Den preussiske eksercits blev indført; man bestræbte sig for at skaffe feltartilleriet et lettere og kraftigere materiel; kort sagt, Saint-Germain arbejdede med utrættelig iver på at forbedre hærens administration og organisation, dens
taktiske brugbarhed og personellets vilkår.

## Modstand mod reformerne
Saint-Germain siger selv, at hans hovedfejl var "le désir trop vif de voir bien aller toutes les choses" ("det alt for stærke ønske om at se alt forbedret"), og den samme følelse havde nogle af hans medarbejdere. «Il voudrait tout simplifier, tout abréger et ne voudrait jamais trouver des obstacles» ("Han ønskede at simplificere alt, at skære ned på alt, og ikke at støde på forhindringer"), siger Ulrik Adolf Holstein, der var deputeret i generalkrigsdirektoriet. Han ville med andre ord gennemføre sine ideer uden at tage hensyn til de forhold, hvorunder han arbejdede. Han savnede forståelse af det indviklede maskineri, som skal til for at administrere en armé; han var blind over for folkets og hærens ejendommeligheder; han var og blev en fremmed. Det var kun til nød, at han lærte at forstå en dansk Skrivelse, og hans kundskaber i Tysk, der jo endnu blev almindelig brugt i den danske hær, var såre tarvelige, skønt han i 17 år havde tjent i tyske hre. Man har også beskyldt Saint-Germain for at mangle menneskekundskab og for at have været uheldig i valget af sine medarbejdere. Hertil bemærker han selv med rette, at der ikke var mange at vælge imellem; det må da også siges, at han i reglen tog de bedste, der fandtes. I generalerne Peter Elias von Gähler, Friedrich August von Finck og Andreas Hauch havde han dygtige og erfarne medhjælpere; mindre forståelig er den tillid, han nærede til personer som Carl von Görtz og Schack Carl Rantzau.

## Afsked
Såvel i som uden for hæren stødte Saint-Germains feformer på megen modstand og vakte megen uvilje. De mange afskedigede officerer følte sig forurettede. Kompagnicheferne var misfornøjede over at miste den selvstændige bestyrelse af underafdelingernes økonomi. Hans nye artillerimateriel vandt ikke bifald. Godsejerne klagede over, at de skulle stille flere soldater og undvære dem i længere tid; de var også ilde berørte af hans sympati for den stavnsbundne bonde. Den lavere borgerstand i hovedstaden, der for en del havde levet af at have soldater i kvarter, besværede sig over de nye kaserner. Mange fandt, at hæren, der jo befandt sig i en overgangstilstand, var kostbarere og mindre kampdygtig end før; der var endog dem, der mente, at gardens indskrænkning var en ilde anbragt sparsommelighed. Selv hærens underklasser havde vanskeligt ved at forstå, at reformerne havde deres tarv for øje. Saint-Germain kunne ikke altid overvinde denne modstand, der ikke overalt var helt uberettiget, da han på grund af det hastværk, hvormed han ville reformere, let kom til at træde hævdvundne rettigheder for nær; ofte måtte han modificere de en gang vedtagne planer, men i det hele satte han sin vilje igennem, så længe kongen levede. 14. januar 1766 døde Frederik 5., og 14 dage senere havde Saint-Germain «fait le saut», som den unge, lunefulde konge udtrykte sig; han og hans venner måtte træde ud af centralstyrelsen og forlade det kun halv fuldførte arbejde. Feltmarskallen, der nominelt beholdt overkommandoen over hæren, begav sig til sin ejendom Søllerødgaard, mens hans efterfølgere, først Frederik Christian Rosenkrantz og dernæst Carl af Hessen, søgte at råde bod på den fortræd, han angiveligt skulle have anstiftet. Generalkrigsdirektoriet blev delt i det høje krigsråd og landetatens generalkommissariat, og nye hærplaner i reaktionær ånd blev udarbejdede.

## Kortvarig genansættelse og russiske intriger
Men inden de var trådte i kraft, blev kongen ked af prinsen, og i marts 1767 blev Saint-Germain kaldt tilbage. Han havde i mellemtiden forgæves søgt at få ansættelse i den franske Hær og havde i øvrigt, da han ikke kunne ligge ledig, benyttet sit landlige otium til med sine venner Gähler, Gørtz, Rantzau-Ascheberg og den preussiske gesandt von Borcke at lægge planer af forskellig art. Han var derfor straks rede til at tage fat på ny. Generalkrigsdirektoriet blev genoprettet, og i sommeren 1767 blev der indført en del reformer både i den danske hær og i den norske, hvis ledelse Rantzau-Ascheberg overtog. Nogle fodfolksregimenter blev opløste, men navnlig blev rytteriet stærkt reduceret. Sø- og landartilleriet blev fuldstændig udsondrede fra hinanden. Der blev sluttet kontrakt med generalkrigskommissær Johan Frederik Classen om levering af våben og artillerimateriel. Reformerne vakte imidlertid atter megen uvilje, og ganske særlig følte den offentlige mening sig forarget over de vilkår, på hvilke man havde overladt Classen Frederiksværk og Hammermøllen. Men da Saint-Germain 22. november 1767 for anden gang måtte trække sig tilbage, var det mere af politiske end af militære grunde.
I begyndelsen af 1767 var J.H.E. Bernstorffs forhandlinger med den russiske regering om ordningen af det holsten-gottorpske spørgsmål endelig nåede så vidt, at der var håb om, at man snart kunne komme til enighed-, det var derfor Rusland magtpåliggende, at Bernstorff blev ved roret, og man blev ubehagelig berørt, ved at Saint-Germain og hans venner kom til magten. Disse påstod nemlig, at Katharina 2. af Rusland aldrig ville afstå Holsten, men kun ville holde Danmark i afhængighed ved at give det falske forhåbninger; derfor intrigerede de mod Bernstorff og søgte at styrte ham. Det lykkedes imidlertid de russiske afsendinger at få Gørtz og Borcke fjernede, og 22. april blev den provisoriske mageskiftetraktat underskrevet; men da det varede længe, inden kejserinden ratificerede den, begyndte Saint-Germains parti på ny sine intriger. Disse fik dog en brat ende; den russiske gesandt Filosofoff optrådte med sådan kraft mod det antirussiske parti, at kongen måtte afskedige Saint-Germain, der tilmed fik pålæg om at forlade landet.
Afskeden var dog holdt i de nådigste udtryk, og han fik en rundelig pension.

## Struensee og afsked med Danmark
Saint-Germain rejste først til Hamborg, opholdt sig derefter en længere Tid i Worms og begav sig sluttelig til sin fødestavn Franche-Comté. Han tabte dog ikke forbindelsen med den danske hær, i hvis centralstyrelse hans ven og discipel Gähler havde beholdt sit sæde. Med ham og Rantzau-Ascheberg vedligeholdt han en uafbrudt brevveksling af militært og politisk indhold. De 3 generaler ønskede Ruslands indflydelse begrænset; men mest ivrede de for at knække "Aristokratiet og Anarkiet"; den "oplyste Enevælde" efter Frederik den Store’s mønster var deres ideal. I et brev af 6. oktober 1770 udkaster Saint-Germain det program, som Johann Friedrich Struensee snart efter optog; gennem Gähler og Rantzau blev denne statsmand feltmarskallens discipel. I juli 1771 blev Saint-Germain kaldt tilbage til København. Han genoptog derefter arbejdet med sine militærreformer, som for størstedelens vedkommende også var efter Struensees hoved. Men efter Struensees fald, en begivenhed han ikke tog del i, fik han ved Rantzaus hjælp sin pension kapitaliseret, og i maj 1772 sagde han Danmark farvel for stedse. Den reaktionære konservatisme havde vist sig Saint-Germain for svær at få bugt med. Sin kapital betroede han til den bekendte Frederik Bargum, der satte den over styr ved sin slavehandel.
Saint-Germain levede nu i yderlig armod i en lille by i Alsace, indtil nogle tidligere kKammerater kom ham til hjælp. De skød penge sammen til ham og fik Ludvig 16. af Frankrig til at give ham en pension. Han indsendte nu til regeringen forskellige planer til den franske hærs reorganisation, og 25. oktober 1775 blev han udnævnt til krigsminister. Som sådan virkede han i henved 2 åar i samme ånd som i Danmark og fandt ligesom der megen modstand. Det lykkedes ham dog at indskrænke garden, at opløse militsafdelingerne og at ophæve tilladelsen til at købe og sælge regimenter og kompagnier. Ved sin afgang fik han en stor pension med fribolig i Arsenalet. Her døde han 1778. Hans enke overlevede ham.